# Craig Titus
Craig Michael Titus (ur. 14 stycznia 1965 r. w Wyandotte w stanie Michigan, USA) – były profesjonalny amerykański kulturysta. Przynależał do federacji IFBB (International Federation of BodyBuilders).

## Życiorys
Posiada korzenie francusko-greckie – jego matka była bowiem Francuzką, ojciec zaś – Grekiem. Większość dzieciństwa spędził w okolicach Detroit w stanie Michigan, w miejscowości Riverview. Ma młodsze rodzeństwo: siostrę Nicole i brata Kevina. W szkole średniej grał w piłkę nożną, lecz zrezygnował z powodu swojego niskiego wzrostu. Zajmował się także wrestlingiem. Po ukończeniu liceum zadecydował, że popracuje nad własną muskulaturą – w tym celu rozpoczął treningi siłowe.
Gdy kończył naukę w liceum, mierzył sto sześćdziesiąt osiem centymetrów wzrostu i ważył sześćdziesiąt trzy kilogramy. Już w wieku dwudziestu jeden lat przy wadze równej osiemdziesięciu czterem kilogramom mierzył sto siedemdziesiąt pięć centymetrów. Po tej sukcesywnej poprawie warunków fizycznych, zadecydował, że pozostanie kulturystą. Pierwsze zawody kulturystyczne, podczas których wystąpił, miały miejsce w roku 1988; były to Houston Bodybuilding Championships, które zwyciężył w średniej kategorii wagowej jak i w ogóle. W następnych piętnastu latach, aż do roku 2005, wziął udział w przelicznych prestiżowych zmaganiach sportowych.
Od lipca 2003 do listopada 2005 roku był kolumnistą miesięcznika Muscular Development.
Lipcem 1997 roku Titus został skazany na dwadzieścia jeden miesięcy pozbawienia wolności za stosowanie sterydów anabolicznych. W zakładzie karnym ponownie umieszczono go 22 sierpnia 2008 roku, tym razem z powodu morderstwa Melissy James, w które był uwikłany. Skazano go na dwadzieścia jeden do pięćdziesięciu pięciu lat więzienia.

## Osiągnięcia
- 2005:
  - IFBB Iron Man Pro – VI m-ce
- 2004:
  - IFBB GNC Show Of Strength – VI m-ce
  - IFBB Florida Xtreme Pro Challenge – VII m-ce
  - IFBB Grand Prix Australia – VI m-ce
  - IFBB Arnold Classic And Internationals – VI m-ce
  - IFBB Iron Man Pro – V m-ce
- 2003:
  - IFBB Night Of Champions – III m-ce
- 2002:
  - IFBB GNC Show Of Strength – VII m-ce
  - Mr. Olympia – XI m-ce
  - Night of Champions XIV – V m-ce
  - Southwest Pro – VII m-ce
- 2001:
  - British Grand Prix – IX m-ce
  - Mr. Olympia – XII m-ce
  - Arnold Classic – VI m-ce
  - San Francisco Grand Prix – II m-ce
  - Ironman Pro Invitavtional – V m-ce
- 2000:
  - Toronto Pro – I m-ce
  - Arnold Classic – X m-ce
  - Night of Champions – XI m-ce
  - Ironman Pro Invitational – VIII m-ce
- 1996:
  - NPC USA Championships – całkowity zwycięzca (+ zdobycie karty profesjonalnego zawodnika federacji IFBB)
- 1995:
  - NPC USA Championships – II m-ce
- 1994:
  - NPC National Championships – II m-ce
  - NPC USA Championships – II m-ce
- 1993:
  - NPC USA Championships – IV m-ce
- 1991:
  - NPC Ironman/Ironmaiden – całkowity zwycięzca
- 1990:
  - NPC Tournament of Champions – III m-ce
  - NPC Western Cup – całkowity zwycięzca
- 1989:
  - NPC Houston Bodybuilding Championships – całkowity zwycięzca
- 1988:
  - NPC Houston Bodybuilding Championships – całkowity zwycięzca